# Беседин, Николай Васильевич
Николай Васильевич Беседин (род. 16 января 1934) — советский прозаик, поэт, капитан-лейтенант. Член Союза писателей России.

## Биография
Родился 16 января 1934 году в посёлке Тисуль. В возрасте четырнадцати лет принял решение уйти юнгой на флот, два года трудился кочегаром. В 1956 году завершил обучение в Ломоносовском мореходном училище Военно-морского флота в Ораниенбауме. На протяжении шести месяцев проходил практические занятия на воде на Северном флоте в команде эсминца «Окрыленный». Служил на флоте десять лет, уволился в звании капитан-лейтенант. 
В 1963 году завершил обучение в Литературном институте им. А. М. Горького.
С 1970 года на протяжении трёх лет трудился заграницей, в республике Монголия. Потом трудился в Институте ядерной физики имени Курчатова, позже в Госплане СССР.
Активно занимается литературой. Является автором 14 сборников поэтических произведений. Ему принадлежит авторство романа «Вперед, бабы!», а также многих рассказов. Его стихотворный слог высоко отмечали такие таланты как Константин Симонов, Михаил Луконин, Сергей Наровчатов, выделяя в своих откликах неспешность поэтического характера и твердость, а также значительность творческих возможностей. Член Союза писателей России.
Проживает в Москве.

## Премии
- 2002 - Лауреат премии имени Н. Заболоцкого;
- 2008 - Лауреат премии имени И. Бунина;
- 2008 - Лауреат премии имени А. Чехова;
- 2012 - Лауреат Пушкинской премии;
- 2016 - Лауреат Шукшинской литературной премии;
- 2016 - Лауреат Всероссийской Премии имени Н.С. Лескова «Очарованный странник»;
- 2018 - Лауреат Большой Литературной премии России.